# 장루이 스비
장루이 스비(프랑스어: Jean-Louis Sbille, 1948년 3월 14일~)는 벨기에의 배우, 방송인, 극작가이다.

## 작품 목록

### 영화
- 로우 (2017년)
- 커피: 인생의 맛 (2016년)
- 프라미스 (2013년) - 한스 역
- 안젤리크 (2013년)
- 반 고흐: 위대한 유산 (2013년)
- 차가운 장미 (2013년) - 프레드 역
- 리가드  (2012년)